# 袁权
袁权（1934年11月2日—2023年10月29日），男，祖籍浙江德清，生于上海，中国化学工程专家，中国科学院院士。

## 生平
袁权于1952年自上海市南洋模范中学毕业后，考入浙江大学化工系。1956年进入中国科学院石油研究所（现为大连化学物理研究所）攻读研究生。1960年毕业后一直在该所从事研究工作，曾历任研究室副主任、主任等职。1986年任副所长。1990年至1994年间出任大连化学物理研究所所长。1991年当选中国科学院化学部院士。

## 社会兼职
袁权曾任化学工程国家重点实验室学术委员会副主任，中国科学院多相反应开放实验室学术委员会主任，中国化工学会副理事长，中共十四大代表等职。